# Shwe htamin
Shwe htamin (tiếng Miến Điện: ရွှေထမင်း; phát âm [ʃwè tʰəmɪ́ɴ]) là một món tráng miệng hay mont truyền thống của người Myanmar.
Món tráng miệng này gồm có thành phần là gạo nếp nấu kèm với lá dứa, nước cốt dừa, đường thốt nốt và được tô điểm bằng loại dừa tươi bào sợi.